# Tom Ecochard

a Compétitions nationales et continentales officielles uniquement.

Dernière mise à jour le 5 janvier 2024.
Pour les articles homonymes, voir Ecochard.
Tom Ecochard, né le 14 décembre 1992 à Narbonne, est un joueur français de rugby à XV qui évolue au poste de demi de mêlée. Il joue au sein de l'effectif de l'USA Perpignan depuis 2012.

## Biographie
Tom Ecochard joue avec le club de l'USA Perpignan depuis 2009 après avoir été formé au RC Narbonne où il connaît des sélections avec l'équipe de France des moins de 18 ans. Une fois à L'USAP, il connaît également l'équipe de France des moins de 19 ans
et fait partie de la promotion Adrien Chalmin (2010-2011) du Pôle France au Centre national de rugby de Linas-Marcoussis aux côtés de, entre autres, Yohann Artru, Sébastien Taofifénua, Vincent Martin, Kélian Galletier, Darly Domvo, Florian Fresia ou encore Jefferson Poirot.

## Palmarès
- Champion de France de Pro D2 en 2018

Champion de France de Pro D2 en 2021
- Champion de France Taddei avec le Languedoc U17 en 2009
- Champion d'Europe FIRA avec la France U18 en 2010

## Anecdotes
Il apparaît dans le documentaire À l'école du rugby diffusé sur France 4 en 2011[réf. nécessaire].